# Fernando Santillán
Fernando Santillán, auch bekannt unter dem Spitznamen Muñeca, ist ein ehemaliger mexikanischer Fußballspieler auf der Position eines Verteidigers, der 1970 vom Club América verpflichtet worden war und zuvor beim Club León unter Vertrag stand. Mit den Americanistas gewann er 1971 die mexikanische Fußballmeisterschaft und drei Jahre später auch den mexikanischen Pokalwettbewerb.

## Erfolge
- Mexikanischer Meister: 1970/71
- Mexikanischer Pokalsieger: 1973/74